# La Méprise (Marivaux)
Pour les articles homonymes, voir La Méprise.
La Méprise est une comédie en un acte et en prose de Marivaux représentée pour la première fois le 6 août 1734 par les Comédiens italiens au théâtre de l’Hôtel de Bourgogne.
Comédie de la gémellité constituant une variante sur le schéma traditionnel des Ménechmes de Plaute.
Marivaux a jeté dans le dialogue de cette pièce toutes les perles de son écrin, toutes les finesses du marivaudage, surtout dans la conversation des serviteurs.

## Personnages
- Clarice
- Hortense, sœur de Clarice.
- Ergaste.
- Lisette, suivante de Clarice.
- Arlequin, valet d’Hortense
- Frontin, valet d’Ergaste.

## Thème
La Méprise met en scène deux sœurs, toutes deux blondes et charmantes, qui vont jusqu'à s'habiller l'une comme l'autre. La scène se passe dans un jardin public où les deux jeunes filles se promènent masquées, mais séparément, si bien que l’amoureux, Ergaste, croit continuer avec l’une la conversation commencée avec l’autre. Il s’ensuit des malentendus, des reproches, des brouilleries, des raccommodements, des lettres échangées, jusqu’au moment où les deux sœurs apparaissent à la fois.